# Tice
Tice – jednostka osadnicza w Stanach Zjednoczonych, w stanie Floryda, w hrabstwie Lee.